# Eunice rosaurae
Eunice rosaurae är en ringmaskart som beskrevs av Monro 1939. Eunice rosaurae ingår i släktet Eunice och familjen Eunicidae. Inga underarter finns listade i Catalogue of Life.